# Jangga Baru
Jangga Baru is een bestuurslaag in het regentschap Batang Hari van de provincie Jambi, Indonesië. Jangga Baru telt 2865 inwoners (volkstelling 2010).